# Pachylicus rugosus
Pachylicus rugosus is een hooiwagen uit de familie Zalmoxioidae.